# Лопатино (Гомельский район)
Лопатино (бел. Лапа́ціна) — деревня в Поколюбичском сельсовете Гомельского района Гомельской области Республики Беларусь. Центр коллективно-долевого хозяйства «Лопатинское».
Расположены средняя и музыкальная школы, Дом культуры, библиотека, фельдшерско-акушерский пункт, 2 магазина, баня, детский сад, отделение связи.
В 1962 году к деревне присоединён посёлок Громовой.

## География

### Расположение
В 2 км от железнодорожной станции Костюковка (на линии Жлобин — Гомель), 5 км на север от Гомеля.

## Транспортная сеть
На автодороге Остров — Гомель. Планировка состоит из длинной прямолинейной, почти широтной улицы, к которой с севера присоединяется короткая прямолинейная улица. Застроена двусторонне, преимущественно деревянными домами усадебного типа.

## История
По письменным источникам известна с XVIII века как село в Речицком повете Минского воеводства Великого княжества Литовского. После 1-го раздела Речи Посполитой (1772 год) в составе Российской империи. В 1798 году в составе Богуславской экономии Гомельского поместья, во владении фельдмаршала графа П.А. Румянцева-Задунайского, с 1834 года — фельдмаршала князя И. Ф. Паскевича. В 1885 году действовал хлебозапасный магазин. Согласно переписи 1897 года располагалась школа грамоты. В 1909 году 1683 десятин земли, церковно-приходская школа, мельница, в Поколюбичской волости Гомельского уезда Могилёвской губернии.
В 1926 году работали почтовый пункт, школа. С 8 декабря 1926 года по 30 декабря 1927 года центр Лопатинского сельсовета Гомельского района Гомельского округа. В 1929 году организован колхоз «Лопатино», работала ветряная мельница.

### Великая Отечественная война
Во время Великой Отечественной войны немецкие оккупанты в 1943 году частично сожгли деревню. Абдулла Губайдуллович Гизатуллин 20 сентября 1943 г. в бою за село  отбил контратаку двух танков и пехоты врага, и в последующем наступлении со своим отделением подавил пулеметную точку противника, мешавшую продвижению частей Красной армии. Освобождено село  26 ноября 1943 года. На фронтах и в партизанской борьбе погибли 179 жителей, в память о них в 1967 году около школы установлена скульптурная композиция.
В 1962 году к деревне присоединён посёлок Громовой.

## Население

### Численность
- 2004 год — 266 хозяйств, 772 жителя.

### Динамика
- 1788 год — жителя.
- 1798 год — 366 жителей.
- 1816 год — 96 дворов, 481 житель.
- 1834 год — 121 двор, 638 жителей.
- 1885 год — 134 двора, 782 жителя.
- 1897 год — 210 дворов, 865 жителей (согласно переписи).
- 1909 год — 213 дворов, 1286 жителей.
- 1926 год — 391 двор, 1820 жителей.
- 1959 год — 977 жителей (согласно переписи).
- 2004 год — 266 хозяйств, 772 жителя.

## Достопримечательность
- Скульптурная композиция в память о жителях, погибших на фронтах и в партизанской борьбе. Установлена около школы в 1967 году.
- Церковь иконы Божией Матери "Всех скорбящих Радость"